# Galerina subcerina
Galerina subcerina är en svampart som beskrevs av A.H. Sm. & Singer 1958. Galerina subcerina ingår i släktet Galerina och familjen Strophariaceae.   Inga underarter finns listade i Catalogue of Life.